# Sten Van Gucht
Sten Van Gucht, né le 29 décembre 1992 à Boom, est un coureur cycliste belge.

## Biographie
Après y avoir été stagiaire, Sten Van Gucht est recruté par l'équipe continentale Verandas Willems en 2015. Il quitte ensuite la Belgique en 2017 pour intégrer le Vulco-VC Vaulx-en-Velin, afin de disputer davantage de courses adaptées à son profil de grimpeur,. L'année suivante, il obtient ses premiers victoires en France et participe au succès final de son club dans la Coupe de France DN2. 
Lors de la saison 2019, il s'illustre en étant l'un des meilleurs amateurs en France. Auteur de diverses places d'honneur, il remporte quatre courses par étapes : le Tour de la Vallée Montluçonnaise, le Tour du Pays Roannais, le Tour de Côte-d'Or ainsi que les Quatre Jours des As-en-Provence. Il contribue dans le même temps au triomphe du VC Villefranche Beaujolais en Coupe de France DN1. Malgré ses performances, il ne décroche pas de contrat professionnel. Sten Van Gucht décide alors de prolonger l'expérience au VC Villefranche Beaujolais en 2020. Dans un calendrier perturbé par la pandémie de Covid-19, il parvient à gagner une étape du Tour du Pays de Montbéliard et le Grand Prix du Faucigny.  
En 2022, il rejoint le club Bourg-en-Bresse Ain Cyclisme. À près de trente ans, il réalise sa saison la plus prolifique avec huit succès et de très nombreux tops dix. Il songe à se retirer des compétitions, mais revient sur sa décision. On le retrouve par conséquent dans les pelotons en 2023, toujours sous les couleurs de Bourg-en-Bresse. Au printemps, il s'impose sur la dernière étape du Tour de la Mirabelle. Il s'agit de sa première victoire acquise sur une compétition inscrite au calendrier de l'UCI. Il remporte également une étape et le classement général du Tour du Pays de Montbéliard.

## Palmarès
| - 2011 - Grand Prix Wandrille Lacroix - 2014 - 3e du Grand Prix d’Enduiest - 3e de l'Omloop van de Grensstreek - 2016 - 2e de la Boucle du Pays de Tronçais - 3e du Tour du Pays de Gex-Valserine - 2018 - 1re étape du Tour de la Vallée Montluçonnaise - Boucles Nationales du Printemps : - Classement général - 2e étape - Grand Prix de Villapourçon - 5e étape des Quatre Jours des As-en-Provence - 2e de Le Poinçonnet-Limoges - 2e du Grand Prix de Bourg-de-Péage - 2e du Tour de la Vallée Montluçonnaise - 2e du Tour de Mareuil-Verteillac-Ribérac - 2e du Grand Prix de Chardonnay - 2e du Grand Prix de Cours-la-Ville - 2e du Critérium de Briennon - 3e du Grand Prix By My Car - 3e du Grand Prix de Charvieu-Chavagneux - 3e du Grand Prix du Cru Fleurie - 3e du Grand Prix de Longes - 2019 - Tour de la Vallée Montluçonnaise - Circuit des Monts du Livradois - Tour du Pays Roannais - Grand Prix de Longes - Tour de Côte-d'Or - Quatre Jours des As-en-Provence - 2e de la Boucle de l'Artois - 3e du Grand Prix de Villié-Morgon - 3e du Critérium de Briennon - 3e du championnat de Belgique des élites sans contrat - 2020 - 2e étape du Tour du Pays de Montbéliard - Grand Prix du Faucigny - 2e du Grand Prix de Puyloubier - 2e du Grand Prix Cycliste Vel'Autrans - 2e de Dijon-Auxonne-Dijon | - 2021 - 1re étape de l'Estivale bretonne - 2e du Tour Agglo Bourg-en-Bresse - 2e du Grand Prix de Cours-la-Ville - 2022 - Challenge du Boischaut-Marche - Tour du Pays Saint-Pourcinois - Grand Prix d'Igney - Grand Prix du Val de Villé - 3e étape du Tour de Côte-d'Or - Tour Agglo Bourg-en-Bresse - Grand Prix d'Availles-Limouzine - Route d'Or du Poitou - Grand Prix du Centre de la France - 2e du Circuit de la Vallée du Bédat - 2e du Grand Prix de Cours-la-Ville - 2e du Grand Prix du Cru Fleurie - 2e du Prix d'Authoison - 2e du Prix des Vendanges - 2e du Grand Prix des Foires d'Orval - 3e du Circuit des Monts du Livradois - 3e du Tour de Côte-d'Or - 3e du Grand Prix de Gleizé - 2023 - Tour du Pays Saint-Pourcinois - 3e étape du Tour de la Mirabelle - Tour du Pays de Montbéliard : - Classement général - 1re étape - 2e du Grand Prix du Faucigny - 3e du Grand Prix d'Is-sur-Tille - 3e du Tour de Côte-d'Or - 3e du Tour Agglo Bourg-en-Bresse - 2025 - 3e du championnat de Belgique du contre-la-montre élites sans contrat |  |